# Casa de Vasa

Blazon

Casa Vasei (suedeză Vasaätten, poloneză Waza) a fost casa regală a Suediei între 1523-1654, a Poloniei între 1587-1668 și a Rusiei între 1510-1513.

## Regii și Reginele Suediei

### Gustav I(1523-1560)

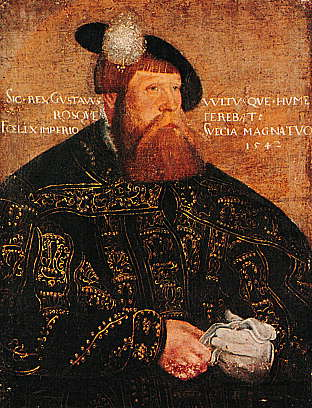
Gustav I

O persoană energică care a fost primit ca un eliberator împotriva danezilor și a fost un conducător tiranic, suprimând brutal trei revolte majore: una în Dalarna, care a fost odată prima regiune care i-a sprijinit cererea la tron, cea de la Västergötland , și una în Småland. Gustav a lucrat pentru a ridica impozitele, la sfârșit feudalismul și a adus Reforma în Suedia, înlocuind prerogativele proprietarilor de terenuri locale, nobili și clerici, cu guvernatori numiți și episcopi. Domnia sa de 37 de ani, care a fost cea mai lungă domnie a unui rege suedez până la acea dată, a prins o pauză completă nu numai cu supremația daneză a Uniunii dar și cu Biserica Romano-Catolică, ale căror active au fost naționalizate, iar Biserica luterană din Suedia a stabilit controlul său personal. El a devenit primul autocrativ nativ suedez și a fost un propagandist calificat și birocrat cu adversarul său, Christian, în timpul luptei de eliberare a țării.
Gustav I a fost privit ca un fondator al Suediei moderne și supranumit părintele națiunii. Îi plăcea să se compare cu Moise, care a crezut că și acesta eliberase oamenii și stabilise un stat suveran. Gustav a fost cunoscut pentru metodele nemiloase și temperamente rele, având un spirit viclean și capacitatea de a dejuca planurile și de a-și anihila adversarii săi politici. El a fondat una dintre cele mai vechi orchestre ale lumii, Kungliga Hovkapellet. 

### Eric XIV(1560-1568)

Eric al XIV-lea

În politica internă, ambițiile lui Eric s-au opus cu tărie de nobilimea suedeză, inclusiv de fratele său vitreg, care mai târziu va deveni regele Ioan al III-lea al Suediei (1537-1592). 
Ioan a fost Ducele de Finlanda și era căsătorit cu o prințesă poloneză. Ioan a urmărit o politică expansionistă în Livonia (acum Estonia, Letonia și Lituania), care a dus la divergențe între frați. În 1563, Ioan a fost prins și judecat pentru înaltă trădare, din ordinul lui Eric.
Spre deosebire de tatăl său, care a fost mulțumit să domnească asupra unui stat independent independent, Eric a încercat să-și extindă influența în regiunea Baltică și Estonia, făcând din Suedia o mare putere. Acest expansionism a dus la un conflict cu vărul său, Frederic al II-lea al Danemarcei (1534-1588). Cea mai mare parte a domniei lui Eric al XIV-lea a fost apoi dominată de războiul livonian și războiul scandinav de șapte ani împotriva Danemarcei (1563-1570), în timpul căruia el a respins cu succes încercările daneze de cucerire însă nu a putut păstra noile cuceriri.
După uciderea familiei Sture, Ioan a fost întemnițat iar conflictul lui Eric cu nobilimea a atins punctul culminant. În toamna anului 1568, ducii și nobilii s-au răzvrătit și Eric a fost detronat. El a fost întemnițat de ducele Ioan, care a preluat puterea. Consilierul de încredere a lui Eric, Jöran Persson (1530-1568), a luat o mare parte din vina pentru acțiunile îndreptate împotriva nobilimii în timpul domniei lui Eric al XIV-lea și a fost executat la scurt timp după ce Ioan al III-lea, a urcat pe tron.

### John III(1568-1592)

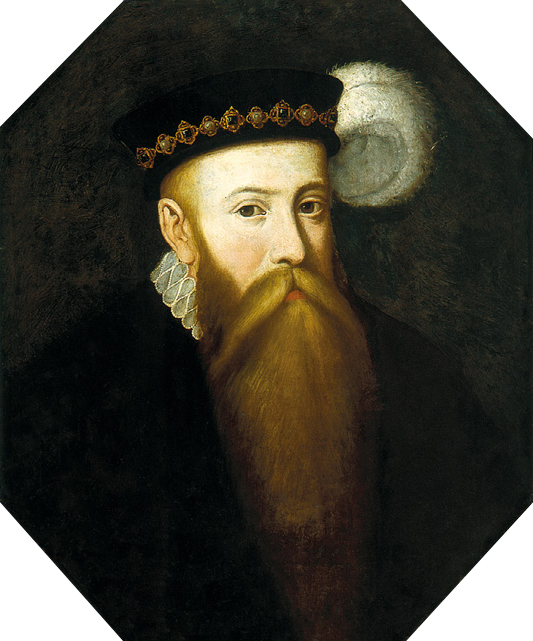
Ioan al III-lea

După eliberarea sa din închisoare, probabil din cauza nebuniei fratelui său, Ioan s-a alăturat din nou opoziției, l-a detronat pe Eric și s-a autoproclamat rege. Aliatul său important a fost unchiul său matern Sten Leijonhufvud, care pe patul de moarte a fost numit Conte de Raseborg. La scurtă vreme după aceasta, Ioan l-a executat pe consilierul cel mai de încredere al fratelui său, Jöran Persson, care a fost responsabil pentru tratament dur din timpul cât a fost închis.
Ioan a inițiat în continuare negocieri de pace cu Danemarca și Lübeck la sfârșitul războiului scandinav de șapte ani, dar a respins rezultatele tratatului de la Roskilde (1568), unde reprezentanții săi au acceptat cererile daneze. După doi ani de lupte, acest război a fost încheiat fără multe concesii suedeze prin Tratatul de la Stettin (1570). În urmatorii ani a luptat cu succes împotriva Rusiei în războiul livonian încheiat prin Tratatul de la Plussa în 1583, un război care a însemnat o recucerire suedeză asupra Narvei. Întreaga sa politică externă a fost afectată de legătura sa cu Polonia, unde fiul său cel mare Sigismund al III-lea Vasa a fost făcut rege în 1587.

### Sigismund al III-lea Vasa(1592-1599)

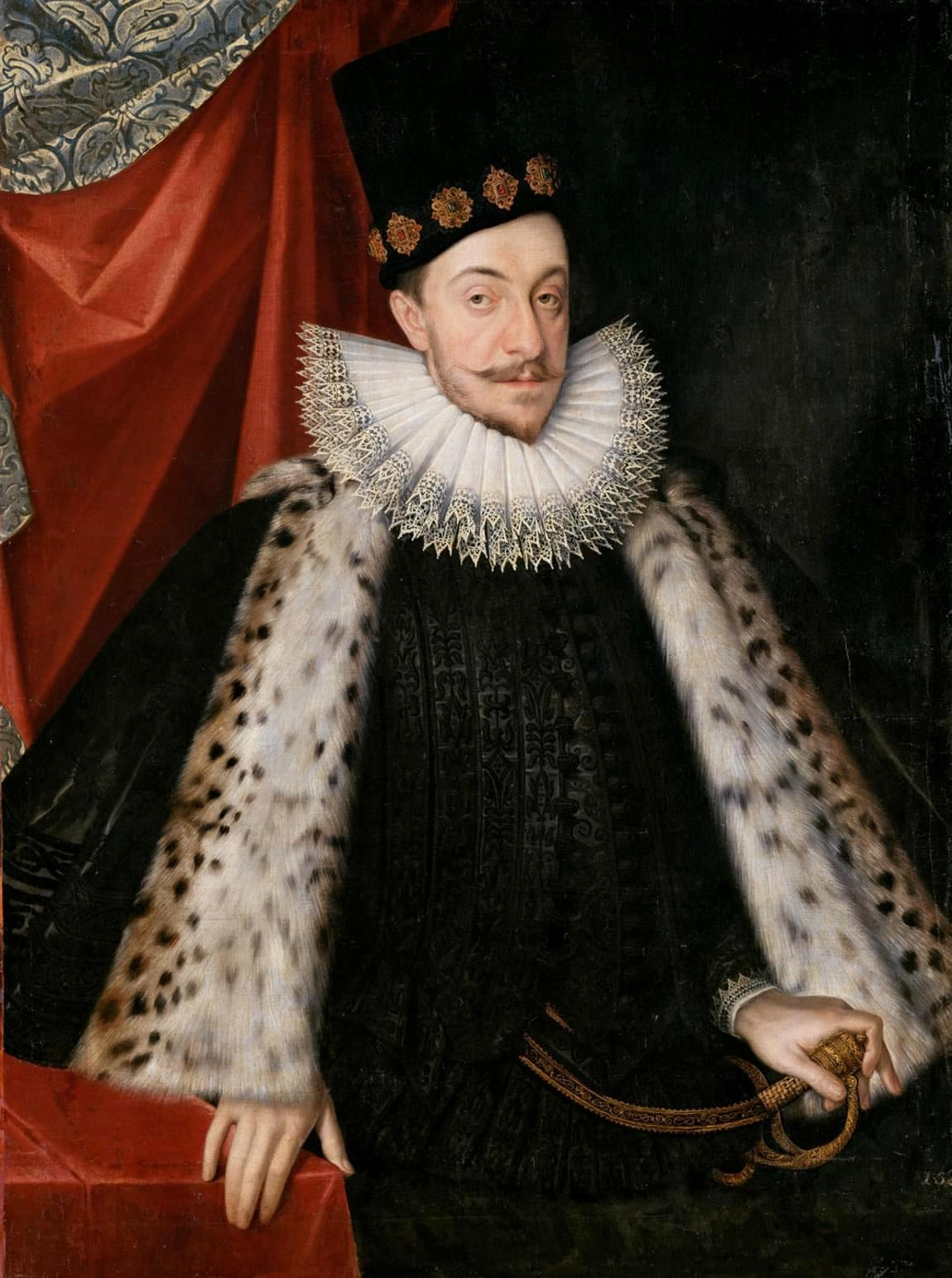
Sigismund al III-lea

Având în vedere sprijinul puternic a lui Sigismund din partea Contrareformei, sprijinul său asupra Suediei protestante s-a deteriorat rapid. Carol a deținut treptat controlul deplin al Suediei și s-a răzvrătit împotriva lui Sigismund, susținând că Sigismund vrea să readucă catolicismul în Suedia. În 1598, Sigismund însoțit de o armată mixtă din Suedia și Polonia, a fost învins în Bătălia de la Stångebro. Acestuia i-a fost interzis să mai guverneze Suedia din altă țară, dar cu toate acestea, s-a întors în Polonia, iar în 1599 a fost detronat. Acest lucru și decizia sa de a încorpora Livonia în Republică a dus la războiul polono-suedez, care a durat până în 1629. Războiul s-a terminat cu Suedia care a câștigat Livonia. Regalitatea a fost cedată în cele din urmă lui Carol. Sigismund nu a renunțat la cererea sa la tronul suedez. Acest lucru a dus la războaie între cele două țări, încheandu-se numai după Marele Război al Nordului.
În 1605, Sigismund a încercat să consolideze puterea monarhiei prin cererea Seimului de a elimina dreptul de veto liberum, creșterea impozitelor și de a mări armata. Adversarii săi, conduși de Mikołaj Zebrzydowski, a declarat confederația la Sandomierz, ceea ce a dus la un război civil cunoscut sub numele de rokosz Zebrzydowskiego (Rebeliunea lui Zebrzydowski). În cele din urmă, forțele regaliste au învins rebeliunea pe 6 iunie 1607, în Bătălia de la Guzów.

### Carl IX(1599-1611)

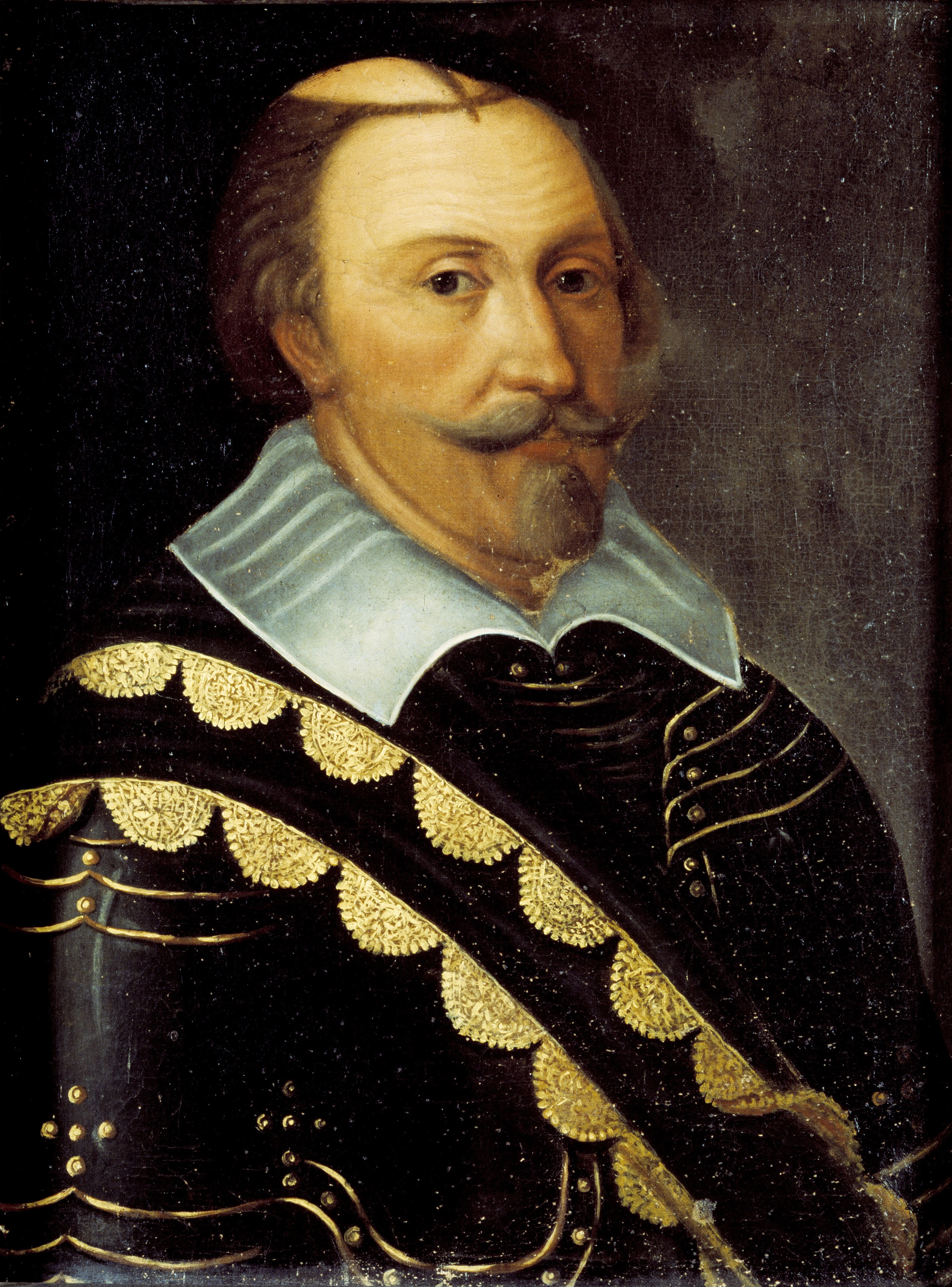
Carol al IX-lea

Domnia sa a marcat începutul capitolului final, atât pentru Reformă cât și pentru Contra-reformă. Odată cu moartea fratelui său în noiembrie 1592, tronul Suediei a fost acordat nepotului său și aliatului Habsburg, Sigismund al Poloniei și Suediei. În timpul politicilor tensionate care au predominat, Carol a văzut moștenirea tronului protestant suedez care era deținut de nepotul său care era un romano-catolic devotat, ducând la mulți ani de controverse religioase și discordie. 
În această perioadă, el și Consiliul privat suedez au guvernat în numele lui Sigismund, în timp ce acesta a rămas în Polonia. După mai multe preliminarii, Stander Riksens l-a forțat pe Sigismund să abdice în favoarea lui Carol, în 1595. Războiul care dura de decenii între cele două linii ale casei de împărați Vasa a continuat și a fost nevoie să se refacă uniunea dintre tronurile Poloniei și Suediei, ducând la alte războaie dinastice.
În cele din urmă, Riksdag la Linköping a declarat pe 24 februarie 1604, că Sigismund a abdicat de la tronul suedez și că ducele Carol este recunoscut ca suveran. El a fost declarat rege sub numele de Carol al IX-lea. Domnia scurtă a lui Carol a fost una cu lupte continue. Ostilitatea poloneză și destrămarea Rusiei l-au implicat în lupte pentru posesia regiunilor Livonia și Ingria, în Războiul polono-suedez (1600 - 1611) și Războiul Ingrian, în timp ce pretențiile sale asupra regiunii Lappland au dus la un alt război cu Danemarca, în ultimul an al domniei sale.

### Gustav Adolf(Gustav Adolf cel Mare) (1611-1632)

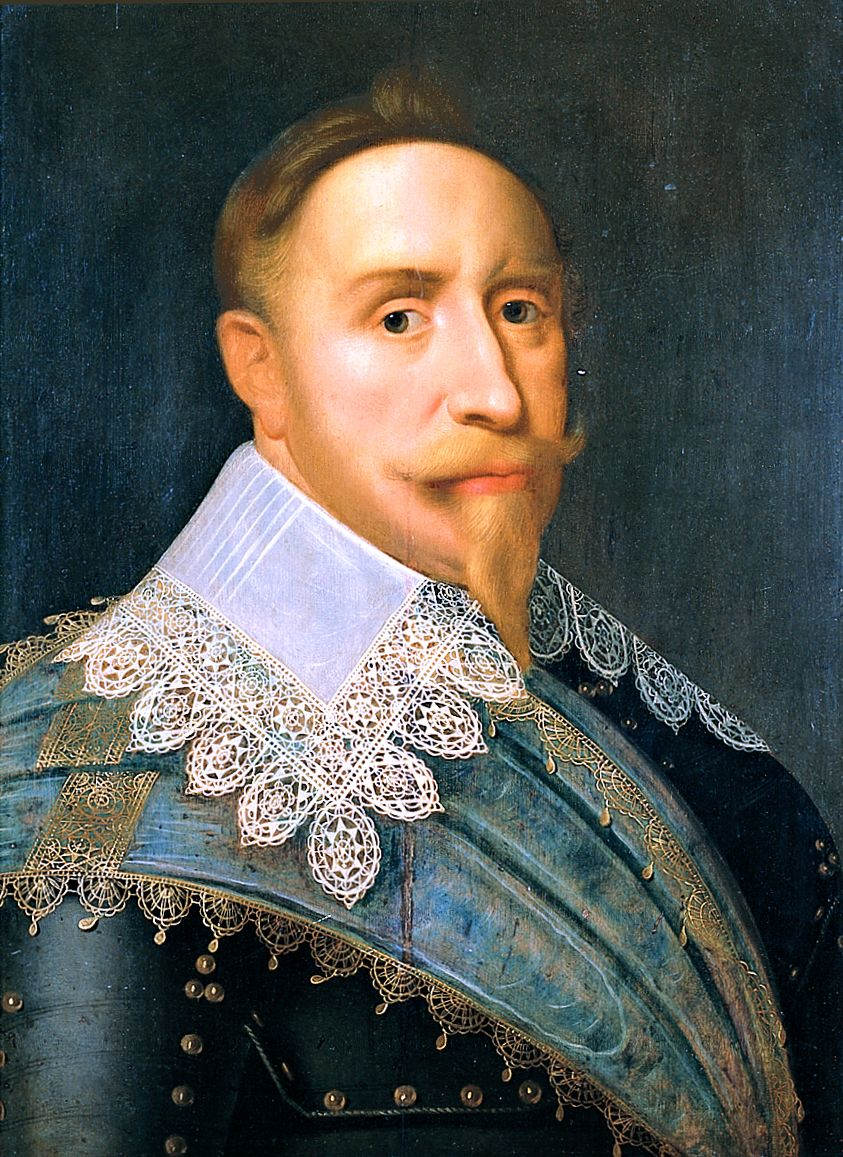
Gustav Adolf

Intervenția lui Gustav Adolf în acest război in etapa suedeza este într-un moment, când situația protestanților germani era deznădăjduită din cauza înfrângerii suferite de ei în fața trupelor imperiale conduse de Wallenstein. După o perioadă de șovăieli a prinților protestanți germani, se aliază regele Suediei cu Prințul Saxoniei și Hessen-Kassel, invingând armata imperială catolică la Breitenfeld (17 septembrie 1631), a cărei conducător nu mai era Wallenstein, care căzuse în dizgrație creșterea puterii lui Wallenstein era privită cu neîncredere de împărat Ferdinand al II-lea, aliații protestanți (Uniunea Protestantă (1608-1621) alcătuită din opt prinți germani și 17 orașe protestante) reușind să respingă trupele împăratului până în Bavaria.
Gustav Adolf este considerat de ca erou și salvator al protestantismului german, fiind supranumit „Leul din nord“ .
Planurile sale politice erau, răspîndirea protestantismului și așezarea pe tronul imperial a unui prinț protestant, ca aliat și sub protectoratul Suediei.

### Cristina(1632-1654)

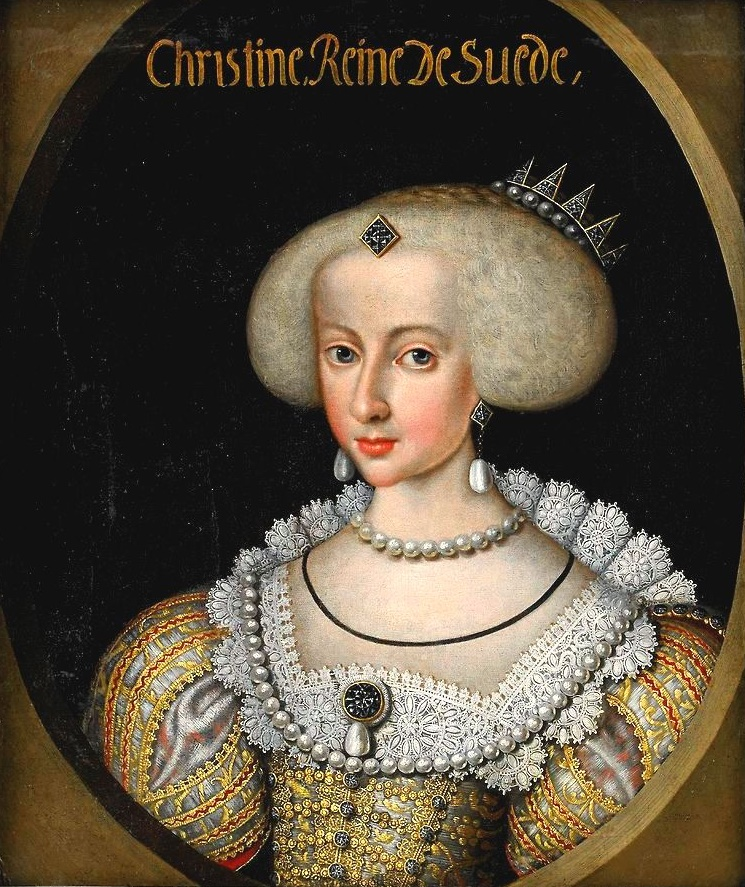
Regina Cristina

Consiliul Național a sugerat ca tânăra prințesă să se alăture guvernării, după ce a împlinit vârsta de 16 ani, însă ea a cerut să aștepte până când va împlini 18 ani, așa cum a făcut și tatăl ei. În 1644 ea a preluat tronul deși încoronarea a fost amânată din cauza războiului cu Danemarca. Prima ei misiune majoră a fost să facă pace cu Danemarca, lucru pe care l-a făcut cu succes; Danemarca a predat insulele Gotland și Ösel Suediei, în timp ce Norvegia a poerdut districtele Jämtland și Härjedalen rămase Suediei.
Curând cancelarul Oxenstierna a descoperit că vederile politice ale Cristinei difereau de ale sale. În 1645 el și-a trimis fiul, Johan Oxenstierna, la congresul de pace de la Osnabrück și Münster, prezentând punctul de vedere care ar fi fost în interesul Suediei, dacă Războiul de Treizeci de Ani ar fi continuat. Totuși, Cristina dorea pacea cu orice preț și și-a trimis propriul delegat, Johan Adler Salvius.
Cu puțin înainte de constatarea acordului de pace, ea l-a admis pe Salvius în Consiliul Național împotriva dorinței cancelarului Oxenstierna. Salvius nu era aristocrat însă Cristina voia o opoziție aristocrației de atunci. În 1648 Cristina a obținut un loc în Dieta Imperială a Sfântului Imperiu Roman când Bremen-Verden și Suedia Pomerania au fost  alocate Suediei prin Tratatul de la Osnabrück. 
În 1649, cu ajutorul unchiului ei, Ioan Cazimir, și a vărului ei, Cristina a încercat să reducă influența lui Oxenstierna, și l-a declarat pe fiului lui Cazimir, vărul ei Carol Gustav, ca moștenitor prezumptiv.

## Regii Poloniei și Marii Duci de Lituania

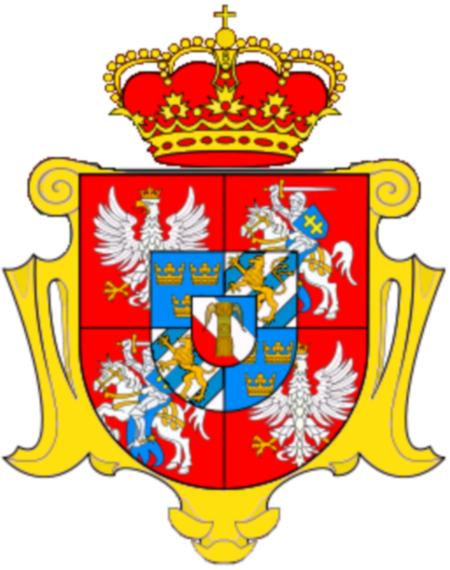

### Sigismund al III-lea Vasa(1587-1632)
Mulți istorici cred că Sigismund a privit Polonia ca pe un instrument care să-i permită să recâștige tronul Suediei. În acest scop, el a încercat să întărească puterea regală și s-a aliat cu Habsburgii și cu forțele Contrareformei. Politicile sale erau opuse față de cele ale nobililoe polonezi, mai ales cancelarul Jan Zamojski. Acest lucru a dus la o rebeliune împotriva regelui, cunoscut sub numele de rokosz (regele) Zebrzydowski (1606 - 1608), după ce Sigismund încercase să introducă votul majoritar în loc de unanimitate în Seim. În cele din urmă, forțele lui Sigismund au fost victorioase, însă rebelii au rămas nepedepsiți. Parțial, în scopul de a liniști nobilimea agitată, Sigismund a susținut războiul cu Moscova. Deși forțele Republicii au fost aproape constant amestecate în războaiele cu Orientul (cu Moscova), la nord cu Suedia și la sud cu otomanii, Sigismund a profitat de războiul civil din Rusia și a asigurat câștiguri teritoriale pentru Republică.
În timp ce Sigismund nu a reușit să recapete tronul suedez, ambiția sa personală de a face acest lucru a reușit să provoace o lungă serie de conflicte între Republică, Suedia și Moscova. În timp ce Seimul Republicii a reușit să contracareze multe din planurile lui Sigismund, Dinastia Vasa a reușit să tragă Republica în Războiul de Treizeci de Ani. Conflictul cu Suedia, combinat cu războaiele împotriva otomanilor și Moscovei, au culminat după moartea lui Sigismund, într-o serie de evenimente cunoscute sub numele de Potop, care au încheiat epoca de aur a Republicii.
În timpul domniei sale, el a permis dinastiei Brandenburg Hohenzollern să moștenească Ducatul Prusiei.

### Vladislav al IV-lea(1632-1648)

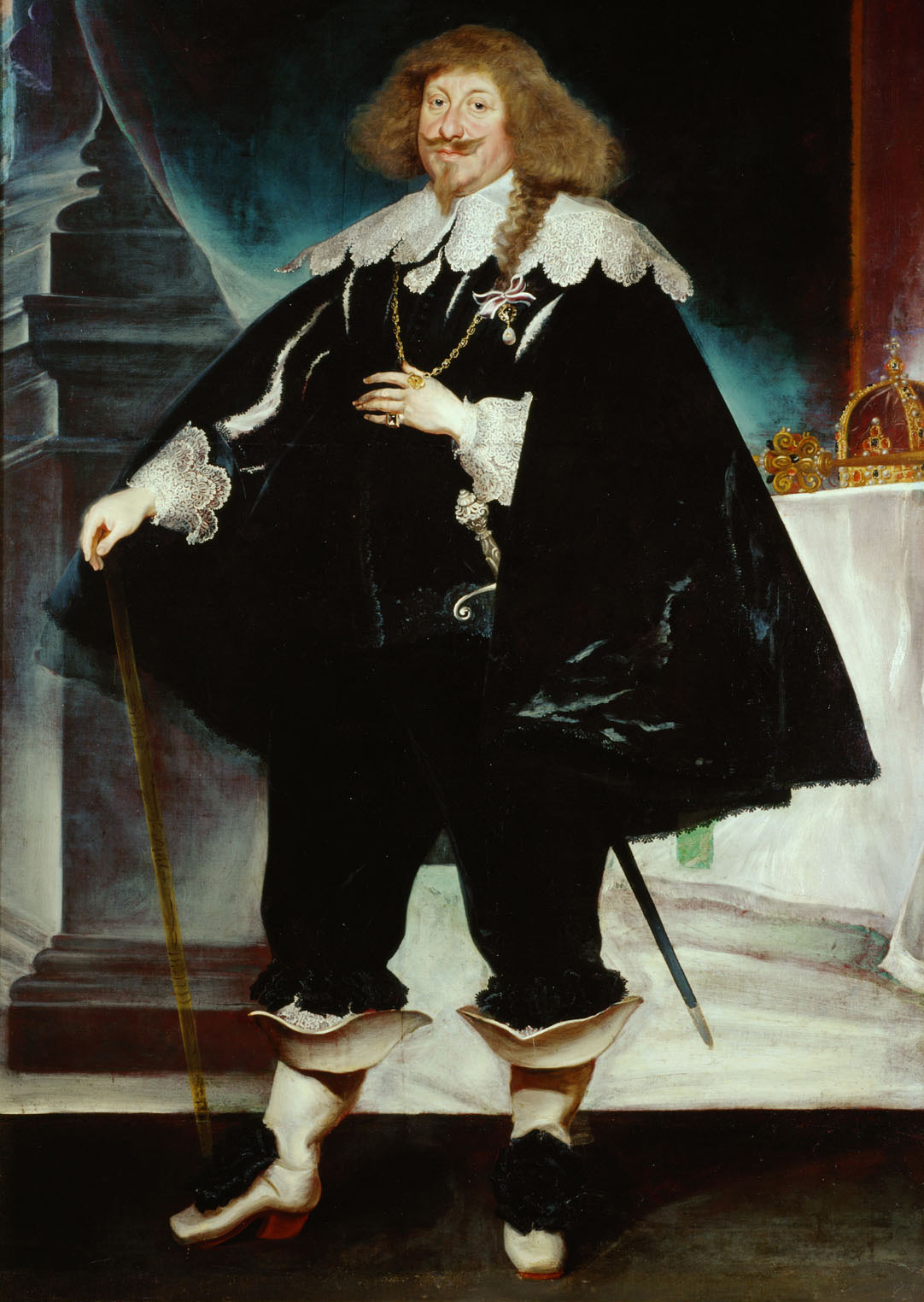
Vladislav al IV-lea

Alegerile Seimului din 1632, au concluzionat în cele din urmă alegerea lui Vladislav. Decizia asupra problemei următorului rege al Republicii a fost luată pe 8 noiembrie, dar înțelegerea contractuală (Pacta conventa) nu era gata încă, motiv pentru care anunțul oficial a fost amânat până la 13 noiembrie. În Pacta converta, Vladislav s-a angajat să finanțeze o școală militară, să găsească o modalitate de a finanța flota navală, să mențină alianțele actuale, să nu ridice armata, să nu ofere birouri sau grade militare străinilor, să nu negocieze tratate sau să declare război fără acordul Seimului, să nu își ia o soție fără acordul Seimului, să-i convinga pe frații săi să depună jurământul pentru Republică, și să transfere profiturile de la Monetăria Roaială la Trezoreria Roială, și nu la tezaurul privat. Când rezultatele alegerilor au fost făcute publice de către Marele Mareșal Łukasz Opaliński, nobilimea care luase parte la alegeri a început festivitățile în cinstea noului rege. Vladislav a fost încoronat pe 6 februarie în anul următor.

### Ioan al II-lea(1648-1668)

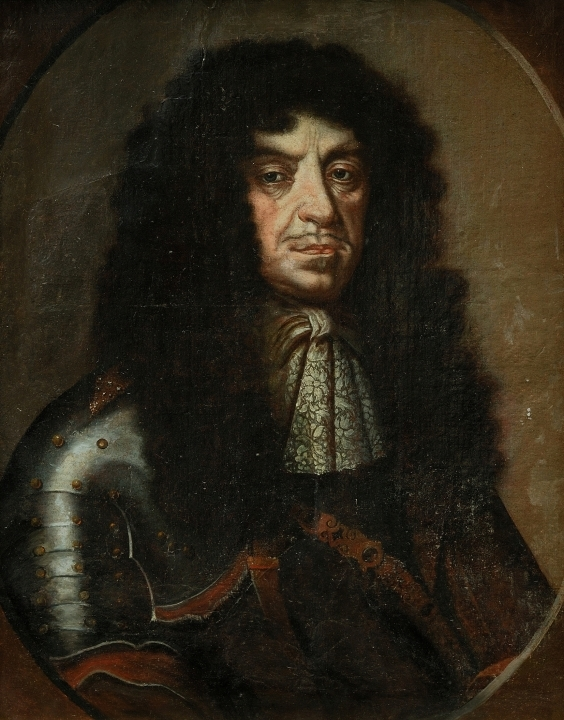
Ioan Cazimir al II-lea

În 1648 Ioan Cazimir a fost ales pentru a-i succedat fratelui său vitreg la tronul polonez. Domnia ultimului Vasa în Uniunea Polono-Lituaniană va fi dominată de războiul ruso-polonez (1654-1667), urmat de războiul cu Suedia („Potopul”). Cea mai mare parte a Poloniei a fost invadată de armata suedeză în timpul Potopului fără multă luptă din cauza complicității conspiraționale a guvernatorilor și nobilimii locale polono-lituaniene. 
În 1660 Ioan Cazimir a fost obligat să renunțe la pretenția sa asupra tronului Suediei și să recunoască suveranitatea suedeză asupra Livoniei și orașului Riga. Ioan Cazimir s-a căsătorit cu văduva fratelui său, Marie Louise Gonzaga (poloneză Maria Ludwika), care a fost un sprijin major pentru rege. Marie Louise a murit în 1667.